# Introduktion und Variationen (Schubert)

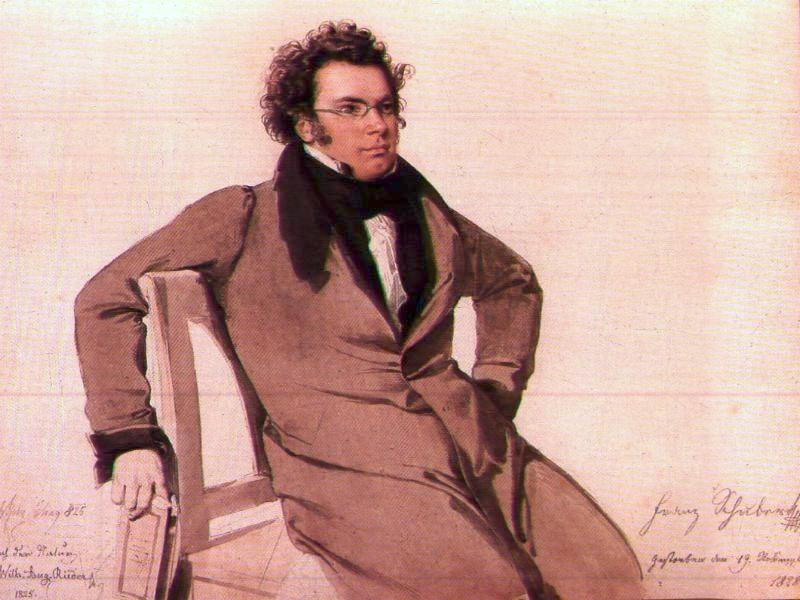
Franz Schubert, Aquarell von Wilhelm August Rieder, 1825

Die Introduktion und Variationen e-Moll über das Lied „Trockne Blumen“ D 802 für Flöte und Klavier von Franz Schubert (1797–1828) entstanden im Jahr 1824.

## Entstehung und Rezeption
Franz Schuberts Introduktion und Variationen für Flöte und Klavier wurden im Januar 1824 komponiert. Wie bereits beim Forellenquintett, der Wanderer-Fantasie und dem in zeitlicher Nähe zu den Variationen entstandenen Streichquartett Der Tod und das Mädchen griff Schubert hier auf eines seiner Lieder als thematische Grundlage eines Instrumentalwerks zurück. Zugrunde legte er das 18. Lied „Trockne Blumen“ des im Herbst 1823 entstandenen Zyklus „Die schöne Müllerin“.
Der genaue Entstehungshintergrund ist nicht gesichert, es liegt aber nahe, dass ein Flötist aus dem Umkreis Schuberts die Komposition anregte. Bereits der erste Schubert-Biograph Heinrich Kreissle von Hellborn vermutet hier den seit 1821 als Flötenlehrer am Wiener Konservatorium tätigen Ferdinand Bogner (1786–1846).
Das erhaltene Autograph der Variationen umfasst 11 Blätter mit 21 beschriebenen Seiten und befindet sich in der Wienbibliothek im Rathaus. Der Originaltitel der mit "Jänner 1824" datierten Komposition lautet „Variations pour le Pianoforte et Flûte“. Das Autograph diente als Stichvorlage für den 1850 – also 22 Jahre nach dem Schuberts Tod – im Verlag Anton Diabelli et Comp. in Paris als Opus 160 erschienen Erstdruck. Er trägt den Titel „Introduction et Variations sur un théme original, pour Piano et Flûte“. Im Deutsch-Verzeichnis erhielt das Werk die Nummer 802 und den Titel „Variationen in e für Flöte und Klavier“. Neuere Notenausgaben nutzen auch Titel wie „Variationen über „Trockne Blumen““ oder „Variationen über das Lied „Trockne Blumen““.
Aufgrund seines vorherrschend brillanten, wirkungsvollen Charakters wurde das Werk in der Literatur lange Zeit eher abwertend beurteilt. So schrieb der Musikwissenschaftler Alfred Einstein: „Es betrübt den Verehrer Schuberts, ein Lied so einziger Innigkeit und Verhaltenheit überhaupt einer virtuosen Behandlung ausgesetzt zu sehen und schließlich verwandelt in einen triumphalen Marsch – ein Sakrileg, das sich niemand anders gestatten durfte als Schubert selbst.“ Mittlerweile zählen die Variationen jedoch zum flötistischen Standardrepertoire und gelten als wohl bedeutendstes Werk der Flötenliteratur im 19. Jahrhundert. Dementsprechend sind zahlreiche Einspielungen verfügbar.

## Charakterisierung
Die Spieldauer des Werks liegt bei etwa 20 Minuten. Es gliedert sich in 9 Teile: Introduktion, Thema und 7 Variationen.
Die umfangreiche Introduktion (Andante) rückt Gustav Scheck wegen der herrschenden Affekte der Trauer und ihres feierlichen Ernstes, der Bezug auf den ursprünglichen Liedinhalt nimmt, in die Nähe eines Tombeau. Sie ist in von einem charakteristischen, pavanenartigem Rhythmus geprägt und exponiert zwei wichtige Motive des Liedes „Trockne Blumen“, zunächst in der Flötenstimme (Takt 12/13).
Das Thema (Andantino) zitiert das Lied „Trockne Blumen“ selbst, allerdings mit formalen Änderungen, so entfallen die beiden Einleitungstakte, die Wiederholung durch die 2. Strophe und das Nachspiel. Die Tonart schlägt am Ende in E-Dur um.
Die unmittelbar anschließende Variation I transformiert das Thema in kantabel-anmutige Figurationen der Flöte, das Klavier übernimmt Begleitfunktion.
In der II. Variation dominiert das Klavier mit Oktavgängen in der linken Hand, während die Flöte lediglich begleitet.
Variation III bildet ein lyrisch-liedhaftes Intermezzo.
Die Variation IV ist ein brillantes Klavierstück, mit Akkordbrechungen der rechten Hand über dem Thema im Bass. Die Flöte übernimmt ornamentale Funktionen.
Demgegenüber stellt Variation V der Flöte hohe finger- und atemtechnische Aufgaben. Im Autograph ist die ursprüngliche Fassung durchgestrichen und durch eine Neuversion ersetzt, da sie für den vorgesehenen Flötisten offenbar zunächst unspielbar war.
Variation VI steht in cis-Moll, ist vielfach im piano bis pianissimo gehalten und besitzt Scherzo-Charakter.
Variation VII (Allegro) beginnt bereits in E-Dur und stellt einen triumphalen Marsch dar, der in raschen Läufen beider Instrumente endet.